# 百年目
『百年目』（ひゃくねんめ）は、古典落語の演目。元々は上方落語の演目で、のちに東京に移植された。
『鴻池の犬』『菊江の仏壇』などと同じ、船場の商家を舞台にした大ネタで、遊び人の番頭が遊び先で偶然店主（大旦那）と出会って起きる騒動を描く。
原話は並木正三の『軽口東方朔』第1巻（宝暦12年・1762年）収録の「手代の当惑」。ただし前田勇の『上方落語の歴史』は、現行版はこれを直接改作したものではなく、『軽口片微笑』第1巻（明和7年・1770年）収録の「うろたへても機転」の改作と思われるとする。武藤禎夫は、安永年間の江戸小咄集にも同様の話が掲載されているとし、「現行の落語のようなふくらみを持つまでには、数多くの噺家の手が加わったものだろう」と推測している。
3代目桂米朝、2代目桂小文治、2代目桂小南、6代目三遊亭圓生らが得意とした。

## あらすじ
以下、原典とされる上方版のあらすじである。
船場のさる大店。長年勤めている番頭の次兵衛は細かいことで口やかましく奉公人を叱っている。
番頭は店では律儀な堅物で通っているものの実は大変な遊び人である。得意先廻りに行くと店の者に嘘をついて出かけると、金目のかかった粋な着物にこっそり着替えて大川へ向かい、あらかじめ手配してあった屋形船に乗って芸者幇間をあげてどんちゃん騒ぎをする。船は満開の桜とそれを愛でる人々でにぎわう桜ノ宮へ向かう。
一同は船を下りると「目ン無い千鳥」の遊びを始める。ところがたまたま店の大旦那が花を見にそこに来ていた。番頭に気づいた大旦那は気を遣って避けようとするが、目隠しされた番頭は芸者を捕まえたつもりで目隠しを取るとそこにいたのは大旦那。番頭は酔いも醒め果て、やっとの思いでひれ伏せて「長らくご無沙汰をいたしました」と言う。大旦那はその場の雰囲気を壊さないよう、逃げるように去って行く。
茫然自失の番頭が店に帰り、店の者に尋ねると、確かに大旦那は出入りの医者とともに花見に行ったという。自分が捕まえたのは確かに大旦那だったと確信した番頭は具合が悪くなって寝込んでしまい、逐電するべきかと悩んで悶々とするうちに朝を迎える。
翌日、大旦那に呼ばれた番頭が覚悟を決めて行くと、案に相違して大旦那は穏やかな口調で番頭の普段の働き振りを誉め、自分一人が楽しむのではなく奉公人にもゆとりを持たせよ、不正に手を染めずに自らの甲斐性で稼いだ金を使うときは惜しまず使え、今後遊ぶ時には誘って欲しいと心優しく諭す。恐縮する番頭に「それはそうと、あのとき何で『長らくご無沙汰してます。』て、長い事会うてないような言い方したが、どないしたのじゃ」「顔見られて、『しもた、これが、百年目』と思いました。」

## 口演について
大旦那、番頭、丁稚、手代、幇間、芸者など多くの登場人物を描きわけ、さらに踊りの素養も必要である。3代目桂米朝は、師匠の4代目桂米團治からはきちんとした形では教えられなかったという（高座を見たり、酔った師匠の芸談に出た内容が結果として役立った）。4代目米團治は商家に生まれ育ったためその中での日常や言葉遣いの細かい点まで、酒を飲みながら具体的に話したと、米朝は回想している。